# Cessange
Cessange (en luxemburguès: Zéisseng) un dels 24 barris de la ciutat de Luxemburg. El 2014 tenia 3.345 habitants.
Està situat al sud-est i sud de la ciutat. La major part de l'àrea està coberta per camps oberts al sud-oest de la ciutat de Luxemburg. En el centre del barri es troba la Croix de Cessange: una sortida de l'autopista entre l'A4 i l'A6. Al costat de la intersecció està l'estadi Boy Konen, que acull el Football Club CeBra 01, el Rugby Club Luxembourg, i a l'equip de rugbi nacional de Luxemburg.